# Zweckeler Wald
Koordinaten: 51° 36′ 6″ N, 6° 58′ 32″ O
Das Naturschutzgebiet Zweckeler Wald liegt auf dem Gebiet der Stadt Gladbeck im Kreis Recklinghausen in Nordrhein-Westfalen.
Das aus zwei Teilflächen bestehende Gebiet erstreckt sich nördlich der Kernstadt von Gladbeck und nördlich des Gladbecker Stadtteils Zweckel. Es liegt zu beiden Seiten der Bahnstrecke Winterswijk–Gelsenkirchen-Bismarck. Nördlich des Gebietes verläuft die Kreisstraße K 33, östlich die K 38, südlich die K 3 und westlich die Landesstraße L 618. Nördlich direkt anschließend – auf dem Gebiet der kreisfreien Stadt Bottrop – erstreckt sich das etwa 15,3 ha große Naturschutzgebiet Feldhauser Mühlenbach (BOT-011).

## Bedeutung
Das etwa 19,8 ha große Gebiet wurde im Jahr 1997 unter der Schlüsselnummer RE-039 unter Naturschutz gestellt. Schutzziele sind
- der Erhalt und die Entwicklung bodenständiger Waldgesellschaften auf wechselfeuchten, quelligen und temporär überfluteten Standorten sowie
- der Erhalt und die Entwicklung naturnaher Bachabschnitte.[3]